# تشاه جلال (بمبور الشرقي)
تشاه جلال (بالفارسية: چاه جلال) هي قرية تقع في إيران في قسم بمبور الشرقي الريفي. يقدر عدد سكانها بـ 29 نسمة .